# (6790) Pingouin
(6790) Pingouin (1991 SF1) – planetoida z pasa głównego asteroid okrążająca Słońce w ciągu 3,59 lat w średniej odległości 2,34 j.a. Została odkryta 28 września 1991 roku przez Satoru Ōtomo.